# Simalas
Simalas is een bestuurslaag in het regentschap Serdang Bedagai van de provincie Noord-Sumatra, Indonesië. Simalas telt 2616 inwoners (volkstelling 2010).